# Quatre communes
- Gorée
- Kolonijalni Saint-Louis oko 1900. Libanonska ulica.
- Dakar 1888. godine
- Rufisque « Selo zemnog oraha » (1912.)

Quatre Communes ili Quatre Vieilles su Saint-Louis, Gorée, Rufisque i Dakar.
Radi se o četirima prekomorskim francuskim općinama "de pleine exercice" koje je osnovala Francuska u prekomorskom posjedu Senegalu. Saint-Louis i Gorée, koji su imali gradonačelnike i zamjenike koncem Ancien Régimea, izdignuti su na razinu općina dekretom od 10. kolovoza 1872. godine. Rufisque je izdignut dekretom od 12. lipnja 1880. te Dakar dekretom od 17. lipnja 1887.
Ostale općine koje je Francuska poslije izdignula u Senegalu u općine su -, kao i Thiès, Tivaouane i Louga aktom od 31. prosinca 1904. ali njihov je broj dugo vremena ostao mali - četrnaest 1939. i, sve do 1955., to nisu bile ništa drugo doli mješovite općine (communes mixtes).
U Alžiru su "commune de pleine exercise" u regiji Bône bile su Ain Mokra, Barral, Bugeaud, Duvivier, Duzerville, Herbillon, La Calle, Mondovi, Morris, Nechmaya, Penthièvre i Randon.